# Quartet de corda núm. 17 (Weinberg)
El Quartet de corda núm. 17, op. 146, va ser compost per Mieczysław Weinberg el 1986. És el seu darrer quartet i el va dedicar als músics del Quartet Borodín en el 40è aniversari.
Una obra molt breu, amb poc més de setze minuts, farcida de cites de composicions recents i sorprenentment menys desolada i austera que moltes de les que la precedeixen, com si l'autor volgués deixar oberta una escletxa a l'esperança.

## Moviments
- I.	Allegro
- II. Andantino
- III. Allegro

## Anàlisi musical
D’entrada, la música evoca una alegria ballable, amb un compàs de 6/8 que remet clarament al caràcter animat d’un Allegro. De sobte, però, emergeix un solo de violoncel que estableix un pont amb la Sonata per a violoncel sol núm. 4 (op. 140, 1986), escrita per Weinberg en homenatge al 60è aniversari de Valentin Berlinski, membre fundador del Quartet Borodín. Aquest passatge en solitari dona pas al nucli de la composició: una secció extensa, dominada per duets i trios, de tempos pausats i to introspectiu, gairebé elegíac. Aquesta part ocupa una bona part del quartet i creix progressivament en tensió expressiva. En el tram final, un duet entre violoncel i viola, que en un principi recorda l’agilitat d’un scherzo, es transforma en una conclusió viva i lluminosa, reforçada pel retorn del motiu inicial. La peça culmina amb una nota unísona en re, que ressona amb solemnitat i unitat entre les veus de corda.
En una de les escasses entrevistes que concedí, Weinberg va declarar: «La consciència que algú està esperant la teva música és molt motivadora. Espero que el Quartet que escric ara vagi al conjunt Borodín. És de gran importància per a un compositor! Durant la composició no cal tenir en compte cap predisposició particular dels músics que sovint interpreten les meves obres. No necessito pensar què he d'evitar perquè després podria no funcionar. Amb ells sempre surt bé!».